# Suzie Bournet
Suzie Bournet, née le 11 octobre 1894 à Amplepuis en France et morte le 21 avril 1953 à Lyon, après y avoir vécu toute sa vie, est une poétesse française.

## Biographie
Outre sa carrière de poétesse, Suzie Bournet était une infirmière avec sa sœur au service de la Croix-Rouge française. Elle devint également présidente et vice-présidente du Salon des Poètes. 
Dès 1913, elle participe à des concours de poésie nationaux où ses sonnets sont remarqués par le jury.
Alors domiciliée 38 rue Franklin, elle participa à un concours de poésie rhodanienne et finit 4e du concours gagné par Pierre Grosclaude, père du linguiste et Philologue Michel Grosclaude.
Au lendemain des Inondations de mars 1930, étant infirmière, elle est partie, accompagnée de sa sœur à Moissac afin d’aider les sinistrés. 

### Vie privée
Suzie Bournet avait une sœur nommé Claire. Ses obsèques furent célébrées dans l’Église Saint-François-de-Sales de Lyon.

## Œuvre
Elle a écrit plusieurs recueils de poème durant sa vie :
- 1931 : Jardin mystique ;
- 1937 : Évasions ;
- 1942 : Oasis et Caravanes ;
- 1947 :  Dans le beau livre ouvert par Dieu[2].

## Prix
Durant sa carrière, elle reçue de nombreux prix de nombreuses sociétés savantes parmi lesquelles figurent l’Académie florimontane et l’Académie des Jeux floraux : 
- 1929 : 1er prix du concours de l’Académie florimontane ;[6]
- 1930 : Prix triennal de les Lamartiniens de Lyon;[7]
- 1934 : Prix de poésie, violette d’argent de l’Académie des Jeux floraux;[8],[9]
- 1937 : Prix Archon-Despérouses ;
- 1939 : Prix Desbordes-Valmore ;[10]
- 1942 : Prix Artigue ;[11]
- 1942 : Grand-Prix du Concours de poèmes à la gloire de Monaco[12],[13];
- 1947 : Prix de poésie de l'Académie française .